# デューテロリシン
デューテロリシン（英: deuterolysin、EC 3.4.24.39）は、酵素である。この酵素は、P1'位の疎水性残基の結合、またインスリンB鎖のAsn3-Gln、Gly8-Ser結合を切断する反応を触媒する。
この酵素は、Penicillium roqueforti、P. caseicolum, ショウユコウジカビ(Aspergillus sojae)、ニホンコウジカビ(A. oryzae)に含まれる。